# Liste der Baudenkmäler in Gladbeck
Die Liste der Baudenkmäler in Gladbeck enthält die denkmalgeschützten Bauwerke auf dem Gebiet der Stadt Gladbeck im Kreis Recklinghausen in Nordrhein-Westfalen (Stand: Mai 2020). Diese Baudenkmäler sind in der Denkmalliste der Stadt Gladbeck eingetragen; Grundlage für die Aufnahme ist das Denkmalschutzgesetz Nordrhein-Westfalen (DSchG NRW).

| Bild                                                | Bezeichnung                                         | Lage                                                     | Beschreibung | Bauzeit                                         | Eingetragen seit   | Denkmal- nummer |
| --------------------------------------------------- | --------------------------------------------------- | -------------------------------------------------------- | --- | ----------------------------------------------- | ------------------ | --------------- |
| Haus Wittringen: Torhaus und Museum                 | Haus Wittringen: Torhaus und Museum                 | Wittringen Burgstraße 64 Karte                           | | Torhaus 1706, Museum 1924                       | 23. Januar 1984    | 1               |
| Haus Wittringen: Restaurantgebäude                  | Haus Wittringen: Restaurantgebäude                  | Wittringen Burgstraße 64 Karte                           | | Ersterwähnung 1243; 1927 wieder aufgebaut       | 23. Januar 1984    | 2               |
| weitere Bilder                                      | Rathaus                                             | Stadtmitte Willy-Brandt-Platz 2 Karte                    | Architekt: Otto Müller-Jena | 1908–1910                                       | 23. Januar 1984    | 3               |
| Wohn- und Geschäftshaus                             | Wohn- und Geschäftshaus                             | Stadtmitte Horster Straße 9 Karte                        | | 1928                                            | 23. Januar 1984    | 4               |
| Vöinghof                                            | Vöinghof                                            | Ellinghorst Hornstraße 25 Karte                          | |                                                 | 23. Januar 1984    | 5               |
| Aloysiusschule                                      | Aloysiusschule                                      | Stadtmitte Bottroper Straße 55 Karte                     | | 1925                                            | 23. Januar 1984    | 6               |
| Hauptschule Butendorf (ehemalige Kreuzschule)       | Hauptschule Butendorf (ehemalige Kreuzschule)       | Butendorf Im Linnerott 15 Karte                          | | 1923                                            | 23. Januar 1984    | 7               |
| Ratsgymnasium                                       | Ratsgymnasium                                       | Stadtmitte Mittelstraße 50 Karte                         | | 1915                                            | 23. Januar 1984    | 8               |
| Marthaheim                                          | Marthaheim                                          | Stadtmitte Hermannstraße 16 Karte                        | |                                                 | 23. Januar 1984    | 9               |
| Vinzenzheim                                         | Vinzenzheim                                         | Stadtmitte Buersche Straße 25 Karte                      | Das Vinzenzheim wurde als katholisches Waisenhaus errichtet. Heute ein diakonisches Seniorenheim.                                      | 1908–1910                                       | 23. Januar 1984    | 10              |
| Bauernkotten                                        | Bauernkotten                                        | Wittringen Waldstraße 34 Karte                           | | 17./18. Jahrhundert                             | 23. Januar 1984    | 11              |
| BW                                                  | Bauernkotten Kleimann                               | Butendorf Horster Straße 147 Karte                       | abgerissen im September 2019 | 1822                                            | 23. Januar 1984    | 12              |
| Uhlandschule                                        | Uhlandschule                                        | Butendorf Horster Straße 98 Karte                        | | 1904                                            | 23. Januar 1984    | 13              |
| Villa Jovy (heute VHS)                              | Villa Jovy (heute VHS)                              | Stadtmitte Friedrichstraße 55 Karte                      | | 1927–1928                                       | 23. Januar 1984    | 14              |
| Jordan-Mai-Schule                                   | Jordan-Mai-Schule                                   | Zweckel Söllerstraße 10 Karte                            | |                                                 | 23. Januar 1984    | 15              |
| Lökenshof                                           | Lökenshof                                           | Ellinghorst Durchholzstr. 22 Karte                       | | Ersterwähnung 12. Jh., Balkeninschrift von 1491 | 22. Februar 1985   | 16              |
| Schumachers Kotten                                  | Schumachers Kotten                                  | Butendorf Steinstraße 116 Karte                          | |                                                 | 11. Februar 1985   | 17              |
| Kotten Nie                                          | Kotten Nie                                          | Gladbeck-Ost Bülser Straße 157 Karte                     | | 1802                                            | 11. Februar 1985   | 18              |
| Amtsgericht                                         | Amtsgericht                                         | Stadtmitte Friedrichstraße 63 Karte                      | Eines der wenigen Gebäude, die während des 1. Weltkrieges errichtet wurden. Bedeutend als Beispiel später wilhelminischer Architektur. | 1915–1916                                       | 9. September 1985  | 19              |
| Finanzamt                                           | Finanzamt                                           | Stadtmitte Jovyplatz 4 Karte                             | | 1923                                            | 9. September 1985  | 20              |
| Polizeiamt                                          | Polizeiamt                                          | Stadtmitte Jovyplatz 6 Karte                             | | 1922                                            | 9. September 1985  | 21              |
| Beamtenwohnhäuser                                   | Beamtenwohnhäuser                                   | Stadtmitte Jovyplatz 8–26 Karte                          | |                                                 | 9. September 1985  | 22              |
| Beamtenwohnhäuser                                   | Beamtenwohnhäuser                                   | Stadtmitte Jovyplatz 8–26 Karte                          | |                                                 | 9. September 1985  | 23              |
| Beamtenwohnhäuser                                   | Beamtenwohnhäuser                                   | Stadtmitte Jovyplatz 8–26 Karte                          | |                                                 | 9. September 1985  | 24              |
| Beamtenwohnhäuser                                   | Beamtenwohnhäuser                                   | Stadtmitte Jovyplatz 8–26 Karte                          | |                                                 | 9. September 1985  | 25              |
| Beamtenwohnhäuser                                   | Beamtenwohnhäuser                                   | Stadtmitte Jovyplatz 8–26 Karte                          | |                                                 | 9. September 1985  | 26              |
| Beamtenwohnhäuser                                   | Beamtenwohnhäuser                                   | Stadtmitte Jovyplatz 8–26 Karte                          | |                                                 | 9. September 1985  | 27              |
| Beamtenwohnhäuser                                   | Beamtenwohnhäuser                                   | Stadtmitte Jovyplatz 8–26 Karte                          | |                                                 | 9. September 1985  | 28              |
| Beamtenwohnhäuser                                   | Beamtenwohnhäuser                                   | Stadtmitte Jovyplatz 8–26 Karte                          | |                                                 | 9. September 1985  | 29              |
| Beamtenwohnhäuser                                   | Beamtenwohnhäuser                                   | Stadtmitte Jovyplatz 8–26 Karte                          | |                                                 | 9. September 1985  | 30              |
| Beamtenwohnhäuser                                   | Beamtenwohnhäuser                                   | Stadtmitte Jovyplatz 8–26 Karte                          | |                                                 | 9. September 1985  | 31              |
| Beamtenwohnhäuser                                   | Beamtenwohnhäuser                                   | Stadtmitte Kortestraße 1–3 Karte                         | |                                                 | 22. November 1985  | 32              |
| Beamtenwohnhäuser                                   | Beamtenwohnhäuser                                   | Stadtmitte In der Dorfheide 6-8 Karte                    | |                                                 | 22. November 1985  | 33              |
| Wohnhaus                                            | Wohnhaus                                            | Stadtmitte Friedenstraße 89 Karte                        | |                                                 | 22. November 1985  | 34              |
| Wohnhaus                                            | Wohnhaus                                            | Stadtmitte Heinrichstraße 21/21 a Karte                  | | 1906                                            | 22. November 1985  | 35              |
| Stadion (Vestische Kampfbahn)                       | Stadion (Vestische Kampfbahn)                       | Butendorf Bohmertstraße 1 Karte                          | | 1927–1928                                       | 24. Februar 1986   | 36              |
| Ehrenmal                                            | Ehrenmal                                            | Wittringen Karte                                         | Ehrenmal für die Gefallenen des 1. Weltkrieges, erbaut nach den Plänen des städtischen Baudezernenten und Bürgermeisters Richard Korn  | 1932                                            | 22. September 1986 | 37              |
| Fachwerkhaus                                        | Fachwerkhaus                                        | Butendorf Horster Straße 118 Karte                       | |                                                 | 22. September 1986 | 38              |
| Arbeitersiedlung                                    | Arbeitersiedlung                                    | Stadtmitte Uhlandstraße 34–44 und 31–41 Karte            | |                                                 | 1. April 1987      | 39              |
| Maschinenhalle Zweckel                              | Maschinenhalle Zweckel                              | Zweckel Frentroper Straße 74 Karte                       | Backsteinhalle im Stil des Historismus                                                                                                 | 1909                                            | 11. Oktober 1988   | 40              |
| Schlachthof: Wasserturm, 2 Wohnhäuser, Einfriedung  | Schlachthof: Wasserturm, 2 Wohnhäuser, Einfriedung  | Stadtmitte Grabenstraße Karte                            | | 1907–1908                                       | 11. Oktober 1988   | 41              |
| Arbeitersiedlung Rentfort                           | Arbeitersiedlung Rentfort                           | Rentfort Kirchhellener Str. /Lohstr. Karte               | Arbeitersiedlung der späteren Zeche Möller. Entworfen nach den Plänen des Architekten Carl Grupe.                                      | 1901                                            | 29. Mai 1989       | 42              |
| Berginspektion und Beamtensiedlung Bernskamp        | Berginspektion und Beamtensiedlung Bernskamp        | Rentfort Bernskamp Karte                                 | Beamtensiedlung der späteren Zeche Möller. In der ehemaligen Berginspektion ist heute die Städtische Musikschule untergebracht.        | 1905                                            | 15. Oktober 1992   | 43              |
| Hofstelle Klaas                                     | Hofstelle Klaas                                     | Rentfort Enfieldstraße 82 Karte                          | Eines der ältesten Gebäude in Gladbeck.                                                                                                | 1755                                            | 22. August 1994    | 44              |
| Hofstelle (Droste-Breick)                           | Hofstelle (Droste-Breick)                           | Zweckel Feldhauser Straße 408 Karte                      | |                                                 | 29. Januar 1996    | 45              |
| St. Lambertikirche                                  | St. Lambertikirche                                  | Stadtmitte Horster Straße 7 Karte                        | neogotische Hallenkirche | 1897–1899                                       | 27. April 1998     | 46              |
| weitere Bilder                                      | Pfarrkirche Heilig Kreuz Butendorf mit Pfarrhaus    | Butendorf Horster Straße 133 Karte                       | neoromanisches Bauwerk; Dekagon über lateinischem Kreuzbau mit benachbartem Campanile; Architekt: Otto Müller-Jena                     | 1912–1914                                       | 27. April 1998     | 47              |
| Pfarrkirche Christus König Schultendorf             | Pfarrkirche Christus König Schultendorf             | Schultendorf Schultenstraße 42 Karte                     | | 1927–1928                                       | 27. April 1998     | 48              |
| weitere Bilder                                      | Herz-Jesu-Kirche mit Pfarrhaus in Zweckel           | Zweckel Kardinal-Hengsbach-Platz 1 Karte                 | | 1912–1914                                       | 26. Oktober 1998   | 49 Wikidata     |
| jüdischer Friedhof auf dem Zentralfriedhof Gladbeck | jüdischer Friedhof auf dem Zentralfriedhof Gladbeck | Stadtmitte Konrad-Adenauer-Allee/Feldhauser Straße Karte | | 1909                                            | 22. Mai 2000       | 50              |
| Wilhelmschule                                       | Wilhelmschule                                       | Rentfort Kampstraße 29 Karte                             | |                                                 | 5. Juni 2001       | 51              |
| Stellwerk Abzweig Zweckel u. Bahnschranken          | Stellwerk Abzweig Zweckel u. Bahnschranken          | Zweckel Haydnstraße Karte                                | | 1911                                            | 3. September 2001  | 52              |
| Arbeitersiedlung Phönixstraße                       | Arbeitersiedlung Phönixstraße                       | Butendorf Phönixstraße 8–18, 22–40 und 15–41 Karte       | | 1904/1905                                       | 26. November 2001  | 53              |
| Wohnhaus In der Dorfheide 10                        | Wohnhaus In der Dorfheide 10                        | Stadtmitte In der Dorfheide 10 Karte                     | | 1920–1922                                       | 23. September 2002 | 54              |
| Wohnhaus                                            | Wohnhaus                                            | Brauk Emmichstraße 4–22 Karte                            | | 1911–1912                                       | 23. September 2002 | 55              |
| Vinzenzschule                                       | Vinzenzschule                                       | Butendorf Diepenbrockstraße 15 Karte                     | Seit 2015 Mosaikschule Gladbeck |                                                 | 17. März 2003      | 56              |
| Freibad                                             | Freibad                                             | Butendorf Schützenstraße 120 Karte                       | | 1926–1931                                       | 22. September 2003 | 57              |
| Ehemaliges Postgebäude                              | Ehemaliges Postgebäude                              | Stadtmitte Humboldtstraße 2 Karte                        | | 1928                                            | 15. März 2004      | 58              |
| Evangelische Markuskirche                           | Evangelische Markuskirche                           | Gladbeck-Ost Bülserstraße 38 Karte                       | | 1968                                            | 18. August 2008    | 59              |
| Katholische Pfarrkirche St. Elisabeth               | Katholische Pfarrkirche St. Elisabeth               | Ellinghorst Maria-Theresien-Straße 6 Karte               | | 1961                                            | 27. Januar 2014    | 60              |